# Mike Mills (réalisateur)
Pour les articles homonymes, voir Mike Mills et Mills.
Mike Mills est un réalisateur, scénariste et graphiste américain, né le 20 mars 1966 à Berkeley (Californie).
Il a réalisé de nombreux clips, entre autres pour Moby, Yoko Ono et le groupe Air. Ces derniers lui ont consacré une musique sur leur album Talkie Walkie en 2004.
Il a aussi réalisé plusieurs longs métrages : Âge difficile obscur (Thumbsucker) en 2005, Beginners en 2011 et 20th Century Women en 2017. Il a été nommé à l'Oscar du meilleur scénario original pour 20th Century Women.

## Filmographie

### Cinéma
- 2005 : Âge difficile obscur (Thumbsucker)
- 2011 : Beginners
- 2017 : 20th Century Women
- 2021 : Nos âmes d'enfants (C'mon C'mon)

### Clips
- 2001 : Run On de Moby

## Distinctions
- Oscars 2017 : nomination pour l'Oscar du meilleur scénario original pour 20th Century Women